# Ian Paice

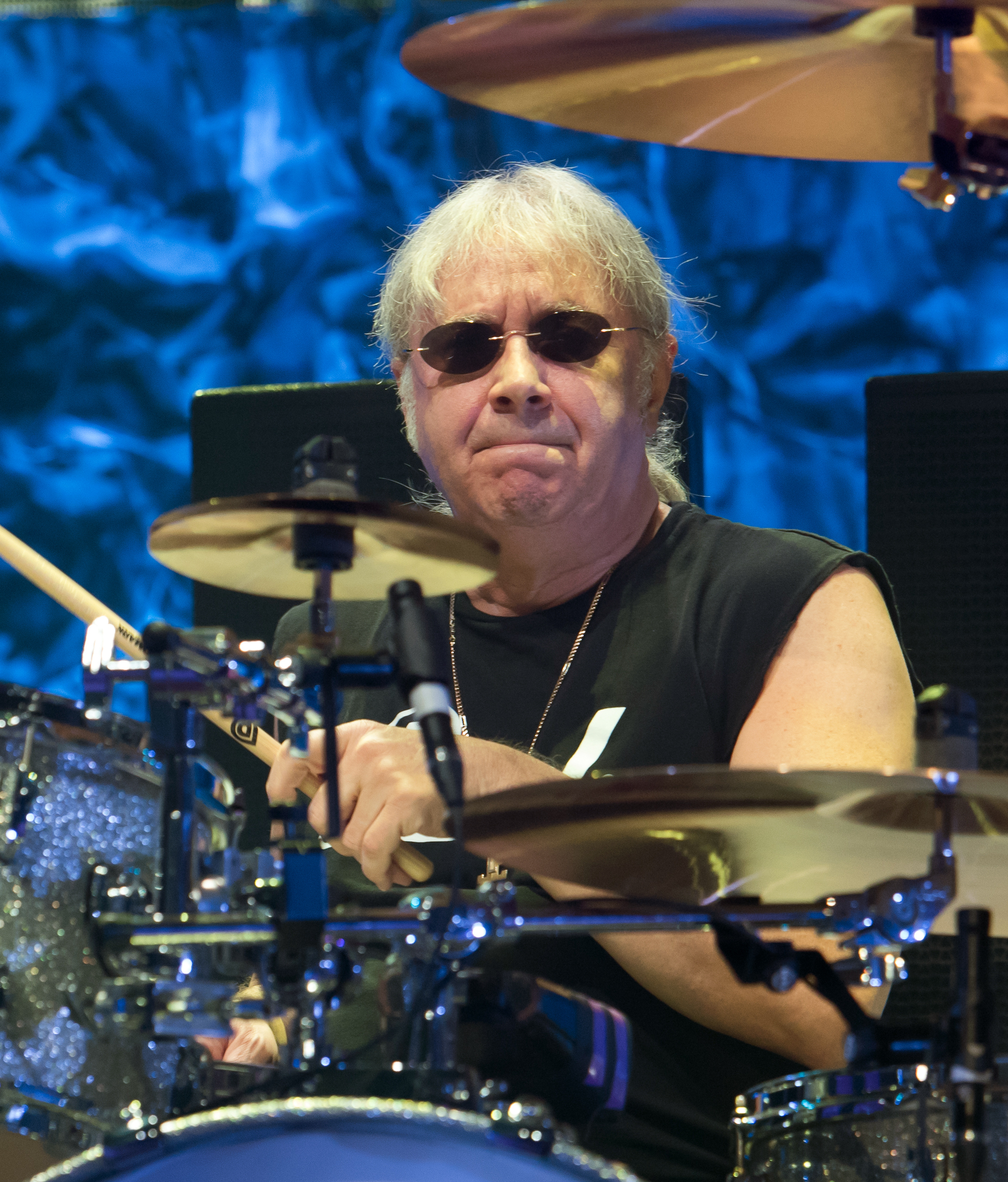
Ian Paice bei der inFinite Tour von Deep Purple in Hamburg 2017

Ian Anderson Paice (* 29. Juni 1948 in Nottingham) ist ein britischer Schlagzeuger und Gründungsmitglied der Gruppe Deep Purple (1968–1976 sowie ab 1984), der als einziges Bandmitglied bisher an jedem Album beteiligt war. Zwischendurch war er auch Mitglied der Rockbands Paice Ashton Lord, Whitesnake und Gary Moore sowie als Gastmusiker mit Velvet Underground, George Harrison und Paul McCartney tätig.

## Biografie

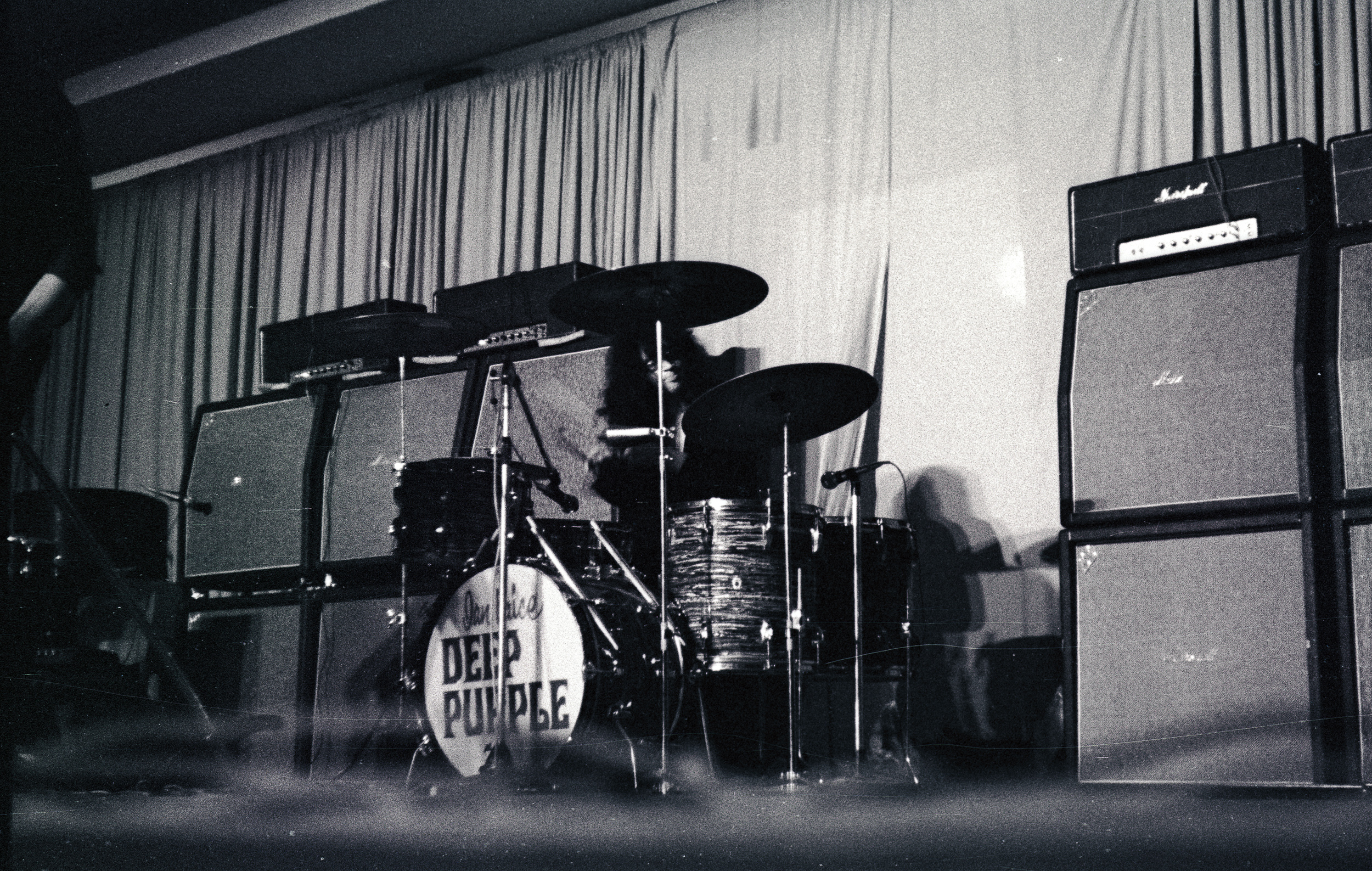
Deep Purple, Ian Paice 1970

Bevor er im Alter von 15 Jahren von seinem Vater sein erstes Schlagzeug bekam, spielte er Violine. Georgie And The Rave Ons hieß die erste Rock-’n’-Roll-Band, mit der er in und um Oxford auftrat. Die Band änderte 1965 ihren Namen in The Shindigs. Durch Auftritte als Vorgruppe der M I 5 bekannt geworden, wechselte Ian Paice zu dieser Gruppe, als deren Schlagzeuger die Band verließ. Die M I 5 nahmen 1966 ihre erste professionell produzierte Single auf. Kurz darauf nannten sie sich um in The Maze.
Während einer kleinen Italien-Tour lernte Ian Paice Ritchie Blackmore kennen, den er kurz darauf (Mitte 1967) in Hamburg wiedertraf. Da The Maze nicht den durchschlagenden Erfolg hatte, beschlossen Ian Paice und Rod Evans, der Sänger der Band, sich bei einer Audition für die neue Band Deep Purple zu bewerben.
Sein Engagement bei Deep Purple dauert bis heute an. Während mittlerweile alle Bandmitglieder von Deep Purple gewechselt haben, ist Ian Paice der Band stets erhalten geblieben. Nach dem vorläufigen Ende der Band 1976 spielte er bei Whitesnake (1979 bis 1981) und Gary Moore (1982) sowie bei Soloprojekten von Bernie Marsden und Jon Lord. Paice war Teil der Deep Purple Reunion 1984 und ist seitdem erneut deren Mitglied. Im Jahr 2001 tourte er mit Pete York durch Deutschland. Außerdem spielte er auch mit Paul McCartney zusammen. Neben Deep Purple tourt Paice auch mit der Band Purpendicular, deren Repertoire aus Deep-Purple-Klassikern besteht.
Seine Frau Jacky gründete 2006 Sunflowerjam, eine Hilfsorganisation, welche während 10 Jahren mit Konzerten Geld sammelte für alternative Behandlungsmethoden insbesondere von Krebserkrankungen.
Der Geologe Mats E. Eriksson benannte Anfang 2022 ein auf Gotland entdecktes Fossil Ophiopetagno paicei, dessen Name durch den Maler vieler Heavy-Metal-Cover, Joe Petagno, sowie Ian Paice inspiriert wurde.

## Instrumente und Stil
In den Zeiten von Deep Purple bevorzugte Ian Paice Schlagzeuge von Ludwig in verschiedenen Folienfarben. Zunächst spielte er in der Konfiguration mit Bass Drum, Hängetom, zwei Standtoms, Snare, Hi-Hat und vier Becken, von denen zumeist jeweils zwei auf einem Ständer montiert waren, so auch das ergänzende kleine Splash-Becken. Zusätzlich hatte Paice eine Kuhglocke montiert. Später spielte er ein Ludwig-Schlagzeug, bei dem er das eine Hängetom gegen sechs Concert-Toms (ohne Resonanzfelle) tauschte und das Splash-Becken auf der Bass Drum positionierte. Vor allem bei Deep Purples Liveauftritten konnte Ian Paice seine schlagzeugerischen Fähigkeiten beweisen, so zum Beispiel in den Songs Mandrake Root, The Mule oder Space Truckin’. Zudem hegt er eine Vorliebe für große Abmessungen. So setzt er beispielsweise 26"-Bass-Drums ein oder auch ein 24"-Crash-Becken.
Ian Paice ist Linkshänder, und dementsprechend ist auch sein Schlagzeug spiegelverkehrt aufgebaut. Bekannt ist Paice zudem für sein schnelles Spiel mit der Fußmaschine. So war lange Zeit das Gerücht vom „Crazy Foot“ im Umlauf, nach dem er beispielsweise das Intro von Fireball mit nur einer Bass Drum gespielt haben soll. Ian Paice entkräftete dies in Interviews lachend. Bei den Studioaufnahmen habe noch eine Bass Drum aus dem Set von Keith Moon von The Who herumgestanden. Diese habe er sich dazugeholt und das Stück mit Doppelbass eingespielt, da er nach eigenen Angaben zwar die Geschwindigkeit, aber nicht den nötigen Druck und damit den vollen Klang mit einem Fuß realisieren konnte. So wurde live nur für wenige Stücke eine zweite Bass Drum dazugestellt. Seit den 1990er Jahren verwendet er mit der Einführung von Double-Bassdrum-Pedals ein solches des Herstellers Pearl.
Ab den 1980er Jahren wechselte Ian Paice zu Schlagzeugen der Marke Pearl, seine Becken stammen seit den 60er Jahren von Paiste.
Der Rolling Stone listete Paice auf Rang 21 der 100 größten Schlagzeuger aller Zeiten.

## Diskografie

### Mit The Shindigs
- 1965: One Little Letter/What You Gonna Do (Parlophone R 5316, Single)
- 1965: A Little While Back/Why Say Goodbye (Parlophone R 5377, Single)

### Mit The M I 5
- 1966: You’ll Never Stop Me Loving You/Only Time Will Tell (Parlophone R 5486, Single)

### Mit The Maze
- 1966: Hello Stranger/Telephone (Reaction 591009, Single)
- 1967: Aria Del Sud/Non Fatemio Odiare (Polydor NH 59801, Single)
- 1967: Harlem Shuffle/What Now/The Trap/I’m So Glad (Vogue Int. 18136, EP)
- 1967: Catteri, Catteri/Easy Street (MGM Records MGM1368, Single)

### MitDeep Purple
- 1968: Shades of Deep Purple
- 1968: The Book of Taliesyn
- 1969: Deep Purple
- 1970: Deep Purple in Rock
- 1971: Fireball
- 1972: Machine Head
- 1973: Who Do We Think We Are
- 1974: Burn
- 1974: Stormbringer
- 1975: Come Taste the Band
- 1984: Perfect Strangers
- 1987: The House of Blue Light
- 1990: Slaves and Masters
- 1993: The Battle Rages On
- 1996: Purpendicular
- 1998: Abandon
- 2003: Bananas
- 2005: Rapture of the Deep
- 2013: Now What?!
- 2017: Infinite
- 2020: Whoosh!
- 2021: Turning to Crime
- 2024: =1

### MitVelvet Underground
- 1973: Squeeze

### MitPaice Ashton Lord
- 1976: Malice in Wonderland

### MitWhitesnake
- 1980: Ready An’ Willing
- 1980: Live… In the Heart of the City
- 1981: Come an’ Get It
- 1982: Saints & Sinners

### MitGary Moore
- 1982: Corridors of Power
- 1983: Rockin’ Every Night – Live in Japan
- 1983: Victims of the Future
- 1984: We Want Moore!